# بریشت
بریشت (به آلمانی: Breest) یک شهر در آلمان است که در مکلنبورگیشه زنپلاته واقع شده‌است. بریشت ۱۸۱ نفر جمعیت دارد.